# Schiffbruch mit Zuschauer

„Vous êtes embarqué“

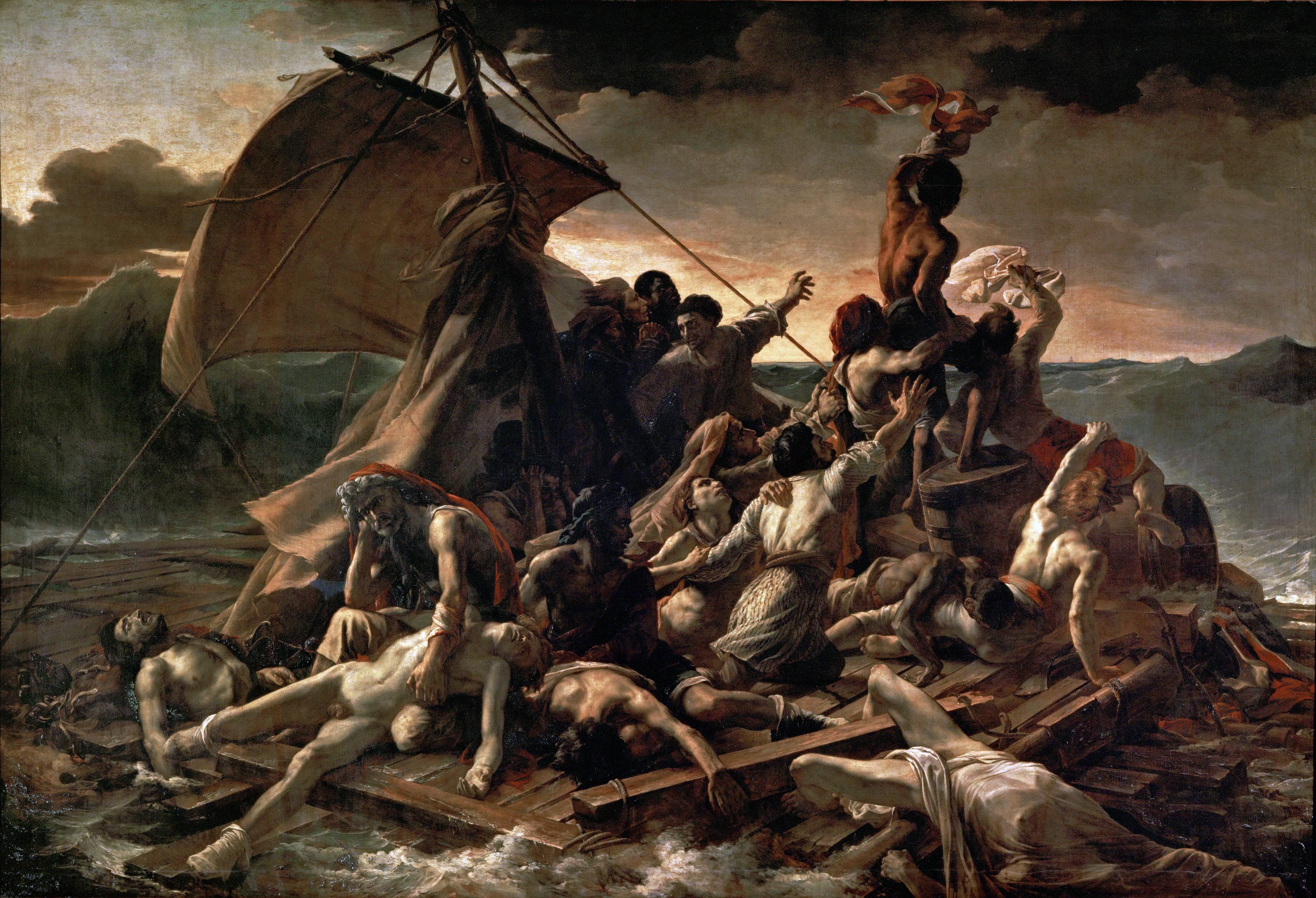
Théodore Géricault konfrontierte mit seinem Gemälde Szene eines Schiffbruchs (Das Floß der Medusa) die Besucher der Pariser Ausstellung 1819 mit einem 3 Jahre zurückliegenden Schiffsunglück, indem er sie in die Rolle des Zuschauers versetzte: Nachdem die französische Fregatte Méduse an der westafrikanischen Küste auf Grund gelaufen war, baute man ein Floß, das 10 Tage im Meer trieb.
Vous êtes embarqué Dieses Zitat Blaise Pascals stellt Blumenberg seiner Abhandlung in 6 Kapiteln voran.

Der Philosoph Hans Blumenberg vergleicht in seiner 1979 publizierten Untersuchung Schiffbruch mit Zuschauer die Schiffbruch-Metaphorik und ihre unterschiedliche Verwendung an Beispielen der Philosophie- und Literaturgeschichte von der Antike bis ins 20. Jahrhundert und demonstriert daran die Veränderung des philosophischen Standorts. Im Anhang Ausblick auf eine Theorie der Unbegrifflichkeit präsentiert er seine Metaphorologie, die besagt, dass es Einsichten gibt, welche sich nicht in wissenschaftlicher Begrifflichkeit formulieren lassen, die jedoch mit einer ganzheitlichen Bildlichkeit illustriert werden können.

## Seefahrt als Grenzverletzung
Ausgangspunkt des Autors ist das frühgriechische Weltbild: Der das bewohnbare Land umgebende Ozean wird von Göttern (Poseidon) und dämonischen Mächten beherrscht und ist somit für die Menschen als „Festlandlebewesen“ eine unberechenbare, orientierungswidrige, gesetzlose Sphäre und somit die naturgegebene Grenze ihrer Unternehmungen. Antike Autoren, z. B. Hesiod, stellen folglich der Gefährdung der Seefahrt (Riffe, Stürme, Untiefen, Windstille) die Sicherheit des festen Landes (Hafen) gegenüber, gewinnen daraus ein Gefühl der Ruhe und warnen vor dem Leichtsinn und der Maßlosigkeit (Reichtum durch Handel) nautischer Unternehmungen. Der Römer Lukrez greift diese Vorstellung auf und warnt vor den Risiken der Grenzüberschreitung aus Gewinnsucht. Horaz assoziiert die Hybris des Seefahrers mit den in göttliche Kompetenzen eingreifenden Aktionen des Prometheus und ruft in einer seiner Oden das von einem Sturm beschädigte Schiff in den Hafen zurück.

## Was dem Schiffbrüchigen bleibt

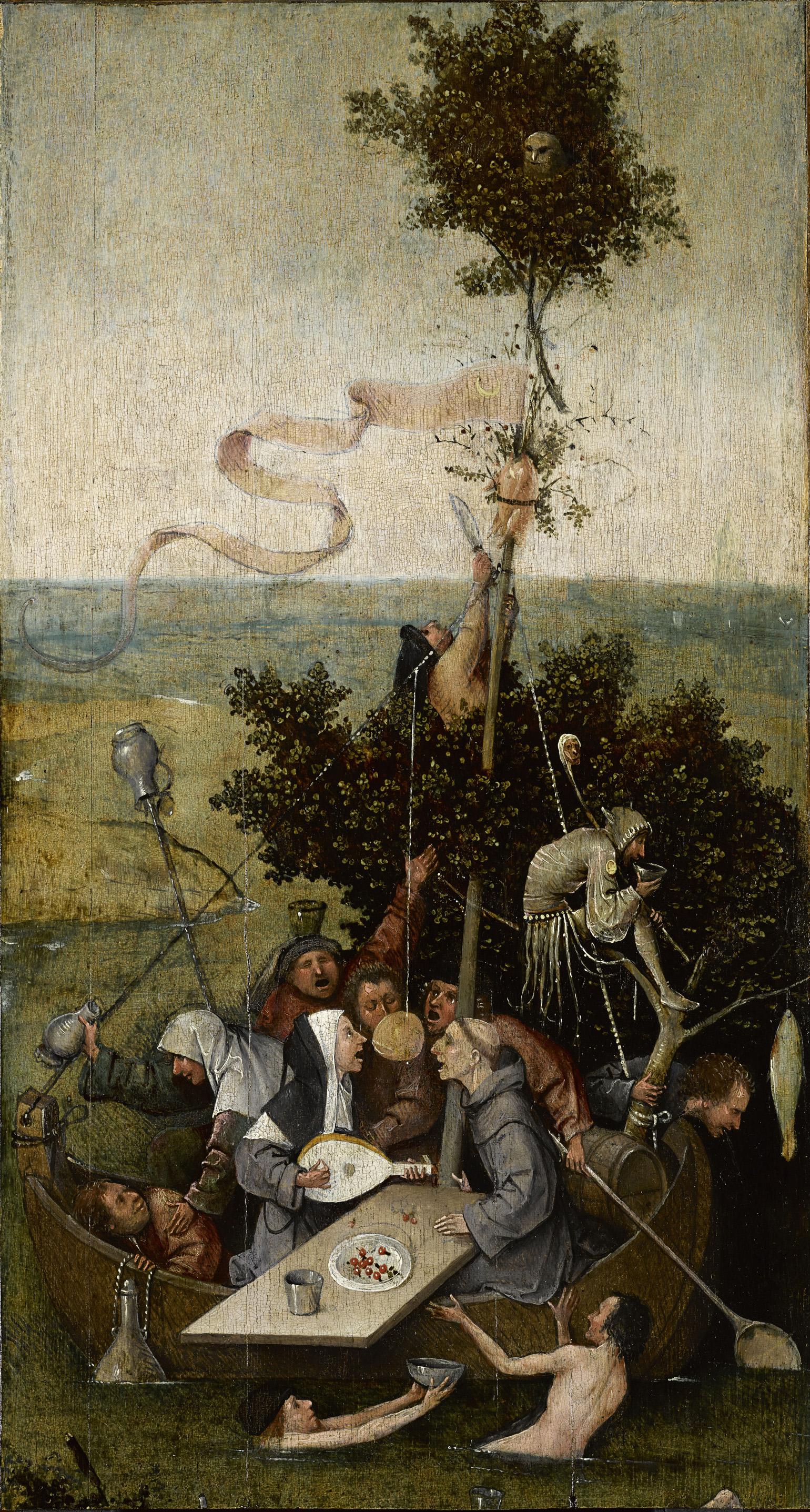
Das Narrenschiff des niederländischen Malers Hieronymus Bosch symbolisiert die Welt. Ähnlich der ebenfalls im Spätmittelalter entstandenen gleichnamigen Moralsatire Sebastian Brants präsentiert der Künstler dem Betrachter menschliche Laster und Torheiten, die zu dem von Montaigne befürchteten „Schiffbruch der Welt“ führen könnten.

Die Situation der überstandenen Katastrophe, die in der Rezeptionsgeschichte von verschiedenen Autoren aufgegriffen und entsprechend ihrem Standort variiert wird, ist für Blumenberg „Figur einer philosophischen Ausgangserfahrung“:
Nach Diogenes Laertius wurde der Stoiker Zenon von Kition durch ein solches Erlebnis Philosoph und Vitruv teilt mit, der Sokratiker Aristipp habe erkannt, dass nur solche Besitztümer wichtig sind, die man bei einem Schiffbruch retten kann. Diese Reduktion korreliert mit der antiken Theorie der Glückseligkeit (Eudaimonia) als „reine[r] Form des Weltverhältnisses“.
Der Humanist Michel de Montaigne verbindet die Ausgangserfahrung mit „moralische[r] Autarkie“. Gewonnen werde „im Prozess der Selbstentdeckung“ der „Selbstbesitz“, d. h. die Substanz der Persönlichkeit. Das Bild der Seefahrt bedeutet für ihn, sich der „optischen Subjektivität“, der täuschenden Hoffnung, zu überlassen, sich „für zu wichtig [zu] halten“. Durch Mäßigung in der festen Position des Landes (Selbstbesitz) könne man sich „aus dem allgemeinen Schiffbruch der Welt“ retten lassen: durch sich selbst.
In der Zeit der Aufklärung erfährt die Seefahrt-Metapher häufig eine Umwertung, indem das Wagnis und der Mut zum Aufbruch als positiv angesehen werden, z. B. bei Fontenelle oder Émilie du Châtelet, die das Liegenbleiben im Hafen mit dem Verfehlen der Lebenschance und dem versäumten Glück gleichsetzt. Das Risiko der Seenot ist die Alternative zum Stillstand. Auch Voltaires Romanfiguren profitieren aus gefährlichen Erlebnissen: Candide muss für seine weitere Entwicklung die Erfahrung der Havarie machen und der Protagonist der philosophischen Erzählung Zadig wird belehrt, das Leben werde nur durch Prozesse angetrieben, die auch tödliche Folgen haben könnten.
Eine biographische Situation illustriert Goethe metaphorisch: Die Rettung aus einem Schiffbruch bedeute trotz der verlorenen Güter einen Gewinn für seine weitere Existenz. Im Brief an Lavater vom 6. März 1776 schreibt er, dass er auf „der Woge der Welt“ mit dem Wagnis des Scheiterns Neues entdecken wolle. Entsprechendes sagt Faust in seinem Nachtmonolog bei der Betrachtung des Erdgeistzeichens.
In ähnlicher Weise wählt Friedrich Nietzsche dieses Bild für die menschliche Existenz. Im Sinne Pascals würde er einen endlichen Wetteinsatz bei der Möglichkeit eines unendlichen Gewinns riskieren. Das setzt die Vorstellung eines Lebens von Anfang an auf dem unsicheren Meer voraus, mit der großen Wahrscheinlichkeit des Untergangs der scheinbar hilfreichen alten Gewohnheiten, deren Notbehelfe er nicht braucht (Gebälk, Bretterwerk der Begriffe). Aber es gebe eine Aussicht auf einen nach Havarie und Rettung freigewordenen Intellekt und die neue Erfahrung und Glückseligkeit des festen Bodens: Die Entdeckung der neuen Welt bedeutet für den Philosophen den „Gewinn des Wagnisses“ zum Aufbruch. Die Gefährdung ist eine Begleiterscheinung der Bewegung. Im Zarathustra-Fragment Vom Getümmel wird beispielsweise die Titelfigur nach einem Schiffbruch an Land geworfen und springt mit dem Ausruf „Ich verliere mich selber“ zurück ins Meer.

## Ästhetik und Moral des Zuschauers
Die Erweiterung der Metapher konfrontiert einen nicht betroffenen Zuschauer an der Küste mit den vom Tod bedrohten Passagieren. Seit der Antike werden die Motive der Beobachter und ihre wissenschaftlichen Positionen, sowie die der Autoren, diskutiert:

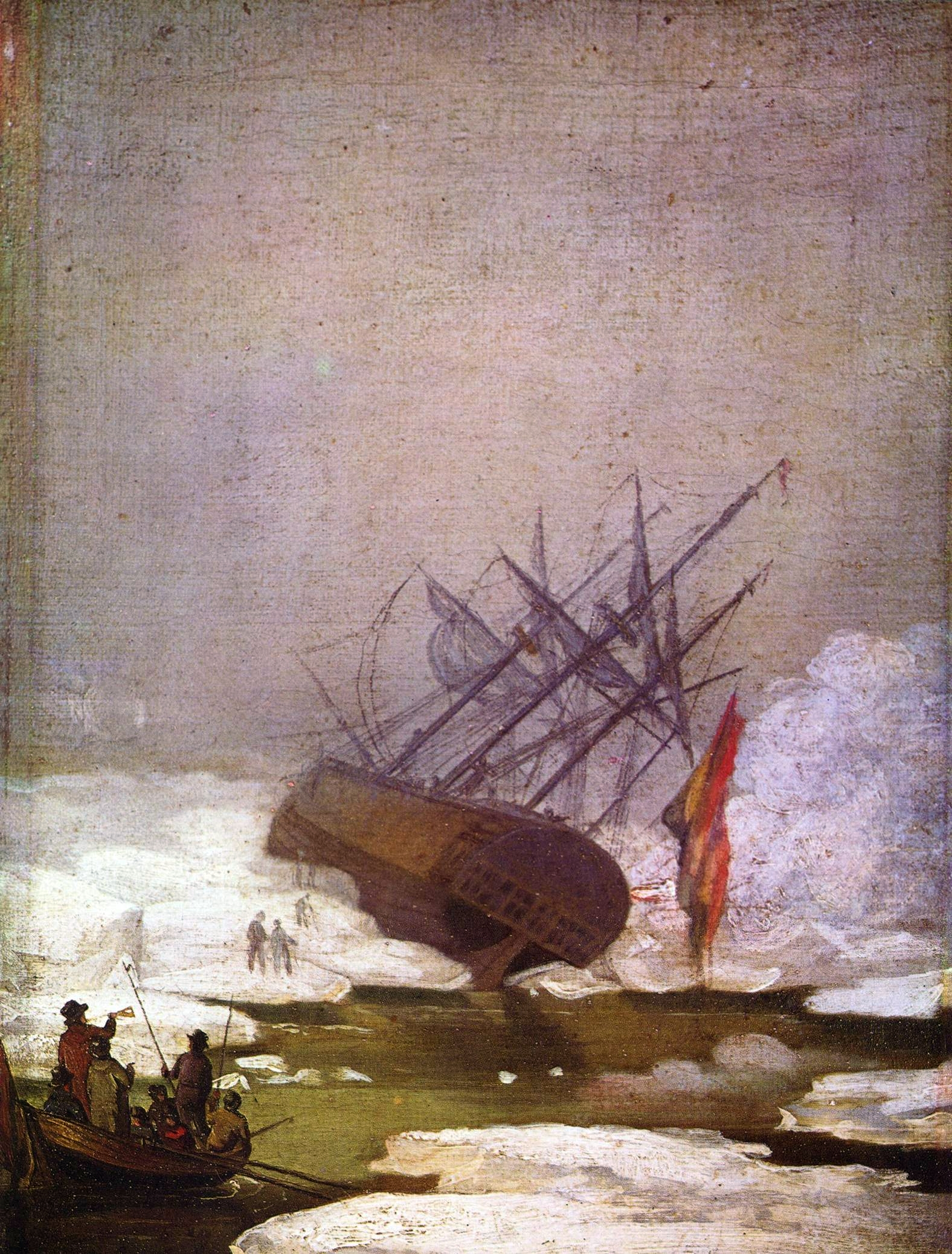
Das Bild Das Wrack im Eismeer (1798) gestaltet die Thematik havariertes Schiff und Zuschauer. Da umstritten ist, ob Caspar David Friedrich wirklich der Maler des ihm zugeschriebenen Gemäldes ist, bleibt für den Betrachter viel Spielraum für die Interpretation dieser Allegorie des Scheiterns und der Rollen und Motive der Personen.

Der Römer Lukrez prägte diese Konfiguration mit der Vorstellung, vom Ufer aus in Seenot geratene Menschen „mit Genuss“ zu beobachten, und zwar nicht mit neugieriger Genugtuung über das Leid Anderer, sondern mit dem Bewusstsein des nicht betroffenen Standortes des Philosophen. D. h.: Genuss entsteht in diesem „epikureischen Lehrgedicht“ in Verbindung mit einem Gefühl einer sicheren Basis der Weltansicht durch die Distanz zur Wirklichkeit, zu der auch der Betrachter gehört, im Zusammenhang mit dem „Daseinserfolg der antiken Theorie“, der Glückseligkeit als „reine[r] Form des Weltverhältnisses“. Im Vergleich zu Epikur erfüllt jedoch bei Lukrez nicht mehr der erhabene Kosmos als Gegenstand den Betrachter mit einem Hochgefühl, sondern das Erlebnis der vor feindlichen Mächten bewahrten eigenen Stellung einer „Quasi-Außerweltlichkeit“. In der Nachfolge der Atomistik Epikurs gleicht sein Bild vom Universum dem eines anonymen „Stoffozeans[…], aus dem die Gestalten der Natur [in einer Identität von Katastrophe und Produktivität] wie Trümmer gewaltiger Schiffbrüche […] an den Strand der sichtbaren Erscheinungen geworfen werden“ – wie der Mensch bei seiner Geburt. Den sterblichen Zuschauer warnen diese Bilder des tückischen Meeres davor, seinen philosophischen Standort zu verlassen: Der Mensch solle sich von der Furcht befreien, die durch zufällige Naturerscheinungen hervorgerufen werden, indem er sie in der Konsequenz für sich als gleichgültig ansieht. Entsprechend bemüht sich der Weise um eine Position außerhalb der Welt.
Montaigne (s. o.) fokussiert mit der Schiffbruchmetapher auch den Untergang des Staates oder der Welt und erblickt dabei den Menschen in einer Doppelrolle: Als stoischer Zuschauer eines staatlichen Untergangs, den er nicht verhindern konnte, interessieren ihn die Symptome. Seine Rolle als Betrachter sei zwar nicht ohne Mitleid, aber erwecke auch „angenehme Empfindungen“ und „Genuss“. Diese Gedanken ähneln denen des Lukrez, unterscheiden sich jedoch im Folgenden von ihnen: Der Mensch werde – und dies sei lebenserhaltend – neben positiven Eigenschaften in seinem Wesen auch durch Ehrgeiz, Eifersucht, Neid, Rachgier und Grausamkeit bestimmt, teils vermische sich selbst das Mitleid mit „bösartigem Wohlbehagen“, auf dem sicheren Ufer zu stehen und kein Wagnis eingegangen zu sein.
Als Konsequenz der Umwertung der Rolle des Menschen seit der Zeit der Aufklärung (s. o.) wird auch der Zuschauer stärker in den beobachteten Vorgang einbezogen. Er ist nicht mehr der distanzierte Außenstehende.
Voltaire (s. o.) kritisiert den von Lukrez diagnostizierten Selbstgenuss und erklärt die Haltung der Beobachter prinzipiell als hilfsbereit und, wenn sie schon nicht helfen könnten, als nicht boshafte menschliche Neugierde, einer Leidenschaft, die er als Bestandteil seines aktiven Wesens mit den Tieren gemeinsam habe. Allerdings widerspricht Abbé Galiani Voltaire und nimmt Lukrez in Schutz: Voraussetzung einer reinen Neugierde und Faszination der Zuschauer sei ein ungefährdeter Standort, wie der eines Theaterpublikums, das aus der Distanz sicherer Plätze fiktive Tragödien verfolgt. Sicherheit und Glück im Sinne Lukrez’ sind demnach Voraussetzungen der Neugierde.

## Überlebenskunst
Blumenberg bezieht die Konfiguration auch auf Lebenssituationen bekannter Persönlichkeiten bzw. historischer Ereignisse. Leitfrage ist, wie die Betrachter auf den Schmerz der persönlich Betroffenen reagieren. Dabei vergleicht der Autor die Verarbeitung leidvoller Erlebnisse (Goethe) mit dem Panoramablick auf eine Katastrophe im Kontext der Entwicklung der Weltgeschichte (Hegel).
Am Beispiel Goethes könnte man einerseits auf die Veränderung seines Bewusstseins und seiner Empathie schließen oder es würde andererseits die Ambivalenz seiner Zuschauerrolle deutlich: Als 23-jähriger Vertreter des Sturm und Drang kritisiert er ein Gemälde des Schweizer Künstlers Salomon Gessners, das in idyllischer Manier Zuschauer von einem Felsen aus beim Betrachten eines Sturms zeigt, als unrealistisch und vergleicht die Situation mit der Voltaires. Dieser beschreibt in einem Brief (1757), er habe vom Bett aus durch einen Spiegel einem Sturm auf dem Genfer See zugesehen. Das könnte zwar als Metapher auf eine ruhige Distanz und Autarkie gegenüber den Königreichen Frankreich und Preußen verstanden werden, mit denen er im Konflikt stand, der junge Goethe beanstandet jedoch die Emotionslosigkeit des Naturbeobachters. Später, als Staatsmann, scheint er die Anstößigkeit des ungerührten Zuschauers von Katastrophen offenbar nicht mehr empfunden zu haben. 1807 besucht der Weimarer Minister das Schlachtfeld bei Jena, wo im Jahr zuvor die französischen Truppen die preußisch-sächsischen besiegt haben, und äußert gegenüber dem Lukrez-Übersetzer Karl Ludwig von Knebel und dem Historiker Heinrich Luden, er habe sich als Zuschauer der Geschichte, wie bei Lukrez beschrieben, gefühlt. Den patriotischen, mit den Opfern der Niederlage leidenden Gesprächspartnern präsentiert er sich als disziplinierter „olympische[r] Zuschauer antiker Selbstprägung“. Blumenberg interpretiert Goethes Bemühung um Distanz als die eines „selbst [dem Untergang] Entronnenen“, führt als Beleg Goethes Rettung vor französischen Soldaten in Weimar (1806) durch seine Lebensgefährtin Christiane Vulpius an, die er daraufhin aus Dankbarkeit heiratet, und verweist auf Schopenhauers Formulierung der „Erinnerung an das vorhergegangene Leiden und Entbehren“ (s. u.).
Im Vergleich zu dieser persönlichkeitsbezogen Reaktion überträgt Hegel Lukrez’ Metapher auf seine Geschichtsphilosophie: Leidenschaften und Unverstand führen zum Untergang großer Reiche, sind aber nur Etappen zu dem „wahrhaften Resultat der Weltgeschichte, jenem Endzweck, dem diese ungeheuersten Opfer gebracht worden sind.“ Der Zuschauer verfolge diese Katastrophen mit tiefem Mitleid, reflektiere aber von der Position der Vernunft aus, dass sie Mittel des Aufstiegs sind. So wird „das Wirkliche, das unrecht scheint, zu dem Vernünftigen [verklärt].“

## Der Zuschauer verliert seine Position

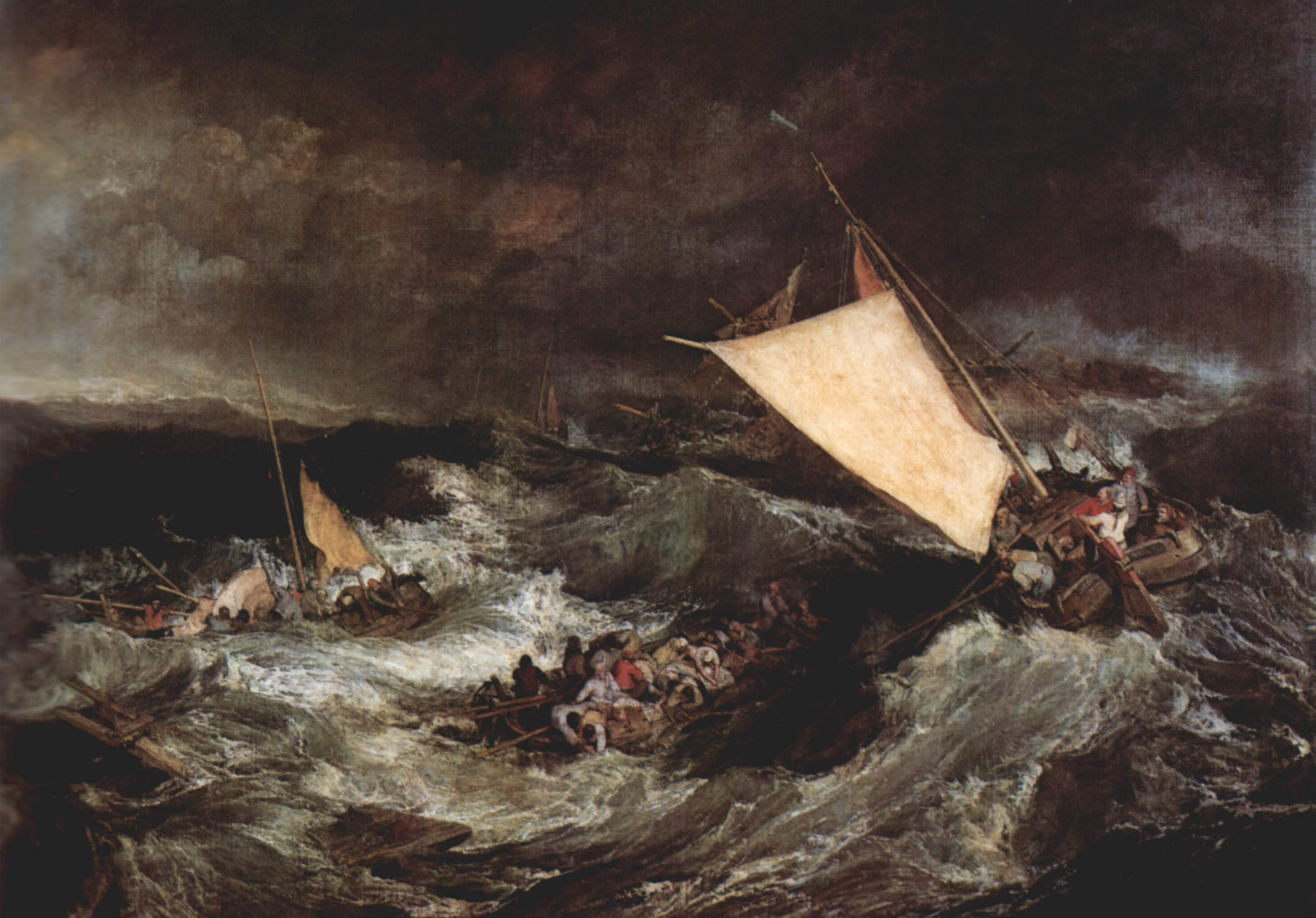
William Turner (Der Schiffbruch, 1805) zieht den Betrachter in die Szenerie der hochwogenden See mit hinein und macht ihn zum Mitwirkenden bzw. Notleidenden auf einem Rettungsboot oder dem Wrack.

Arthur Schopenhauer sieht den Menschen wie in einem Doppelleben in beiden Positionen: als Zuschauer seiner eigenen konkreten Not verhilft ihm die Vernunft zur Abstraktion und ruhigen „Distanzierung von der Unmittelbarkeit“ sowie zu einer Lebensübersicht. Daraus folgt ein „Gefühl des Erhabenen“, einmal durch das Erheben über die Naturkräfte (den Willen), die nur noch in seiner Vorstellung miteinander kämpfen, und zum Zweiten im Selbstbewusstsein, Subjekt des Erkennens zu sein. Schopenhauer interpretiert folglich die Haltung des Zuschauers im Lukrez-Gedicht als „Distanz der Erinnerung“ an erlittenen Schmerz und nicht in Verbindung mit der epikureischen Tradition der Metapher für „die Natur der Dinge im Blick der Atomistik“: „Unmittelbar gegeben sei nur der Schmerz, Befriedigung und Genuss könnten wir nur mittelbar erkennen, durch Erinnerung an das vorhergegangene Leiden“. Der Philosoph veranschaulicht die Ambivalenz des Lebens mit dem Platzwechsel eines Schauspielers, der nach seinem Auftritt aus dem Zuschauerraum die weitere Bühnenhandlung verfolgt. Dadurch ist die starre Rollenteilung der Konfiguration bei Lukrez aufgehoben.
Auch für den Kulturhistoriker Jacob Burckhardt gibt es bei weltgeschichtlichen Betrachtungen den festen Standort des distanzierten Beobachters nicht mehr, denn wir befinden „uns auf einem mehr oder weniger gebrechlichen Schiff […] Man könnte aber auch sagen: Diese Woge sind wir ja zum Teil selbst“. An einer Segelschiffsmetapher wird die Unsicherheit des Betrachters, ob er Akteur (Wind) oder Getriebener (Segel) ist, zum Paradox gesteigert: „Das bunte und stark geblähte Segel hält sich für die Ursache“. Der Betrachter hat keinen festen Standort: Im Gegensatz zum Zuschauer bei Lukrez kann er nicht vom Ufer aus die Natur beobachten und daraus Erkenntnisse gewinnen.

## Schiffbau aus dem Schiffbruch
Emil Du Bois-Reymond verändert, als Vertreter des Darwinismus, die Metapher zum „Empfinden des […] rettungslos Versinkenden […], der an eine ihn nur eben über Wasser tragende Planke sich klammert“, und zur Vorstellung vom „Leben mit dem Schiffbruch“, ohne auf die Sicherheit eines erreichbaren Hafens zu hoffen: Auf die Wissenschaft übertragen bedeutet dies, dass sie keine Schlüsse über den transzendenten Sinn der Existenz aus der Perspektive eines unabhängigen Zuschauers ziehen kann, sondern gerade so der Selbsterhaltung des Lebens genügt.

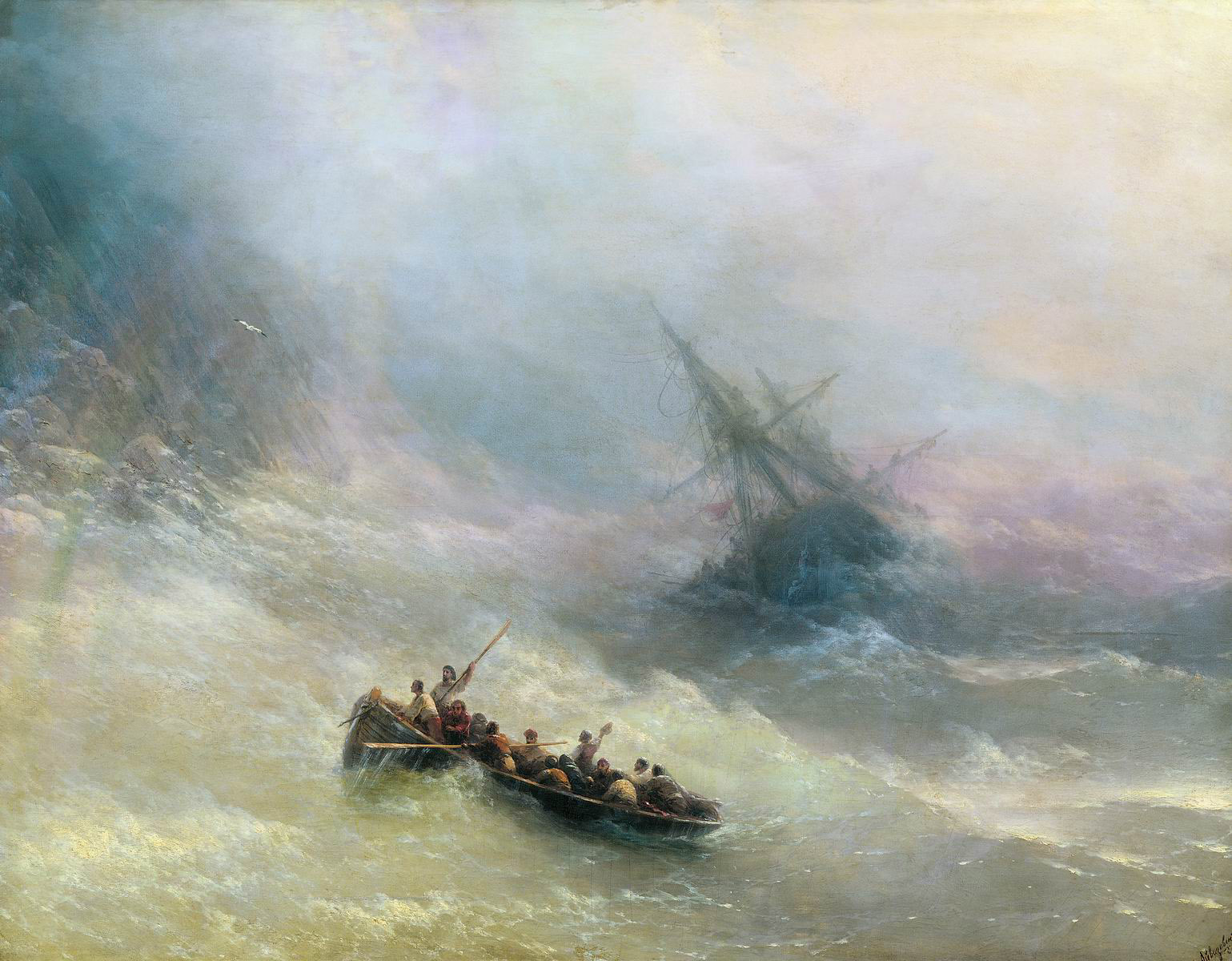
Iwan Konstantinowitsch Aiwasowski (Regenbogen, 1873) malte in romantischer Manier Schiffbrüchige, die sich vom sinkenden Schiff gerettet haben und durch, das Licht glitzernd reflektierende, Wellen gleiten.

Nicht von einer rettenden Planke, aber von einem Schiff, das nie einen Hafen anlaufen kann und das daher nicht in einem Dock, sondern auf hoher See repariert bzw. umgebaut werden muss, spricht Otto Neurath. Damit will er, auf die Sprache bezogen, den Unterschied seiner Position des logischen Positivismus gegenüber „Rudolf Carnaps Fiktion einer aus [,von der Alltagssprache abgeleiteten,] sauberen Atomsätzen aufgebauten [und alle Ungenauigkeiten reduzierenden] idealen Sprache“ veranschaulichen: „Es gebe kein Mittel, eine Sprache aus endgültig gesicherten Protokollsätzen an den absoluten Anfang der wissenschaftlichen Erkenntnis [→ Hafen] zu stellen“. Auch durch Ausschluss der Metaphysik bleiben begriffliche Unschärfen: Es funktioniert nur das syntaktische Gerüst, solange es schwimmend erhalten werden kann, das Begriffssystem muss immer wieder durch Umbau erneuert werden. Dieses sprachliche Fahrzeug können die Passagiere nicht verlassen, da es als Rahmenbedingung vorgegeben ist.
Paul Lorenzen erwidert im konstruktivistischen Kontext Neurath, wir seien nicht an das gewohnte Instrumentarium der Sprache unlösbar gebunden und könnten uns mit anderer Methodik einen Anfang (Festland) denken. Er dreht die Schiffsmetapher um, indem er sie durch eine Vorgeschichte ergänzt: Die Vorfahren der Passagiere konnten schwimmen und haben aus Treibholz zuerst ein Floß und daraus ein funktionsfähiges Schiff zusammengebaut.
Blumenberg setzt diese Überlegung fort: Wir müssten, in einer „künstliche[n] Seenot“, vom komfortablen Schiff in die See springen, um einen Neuanfang ohne das „Mutterschiff der natürlichen Sprache“, also vom philosophischen Nullpunkt aus, zu wagen und „die Handlungen nachzuvollziehen, mit denen wir – mitten im Meer des Lebens schwimmend – uns aus bisher unbekannten, aus früheren Schiffbrüchen stammenden, Materialien ein Floß oder gar ein Schiff erbauen.“